# Rivière Chipilly
Pour les articles homonymes, voir Chipilly (homonymie).
La rivière Chipilly est un affluent de la rivière Capitachouane, coulant dans Senneterre (ville) et dans le territoire non organisé du Réservoir-Dozois, dans la municipalité régionale de comté (MRC) de La Vallée-de-l'Or, dans la région administrative de l’Abitibi-Témiscamingue, au Québec, au Canada.
Le cours de la rivière Chipilly traverse le comté de Montcalm et le comté de Pontiac (cantons de Champrodon, Foligny et de Sagean). Ce bassin versant est administré par la zec Capitachouane (partie nord-est de la rivière) et la réserve faunique La Vérendrye (partie sud-ouest de la rivière).
La rivière Chipilly coule entièrement en territoire forestier. La principale activité économique de ce bassin versant est la foresterie. La surface de la rivière est habituellement gelée du début de décembre à la fin-avril.

## Géographie

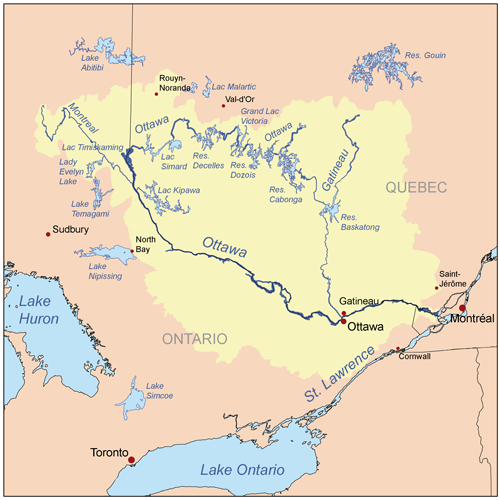
Bassin versant de la rivière des Outaouais.

Les principaux bassins versants voisins du bassin versant de la rivière Chipilly sont :
- côté nord : rivière Chochocouane ;
- côté est : rivière Capitachouane, rivière Camachigama ;
- côté sud : rivière Capitachouane, rivière des Outaouais ;
- côté ouest : ruisseau Loon Nest, rivière Chochocouane.

La rivière Chipilly prend sa source au lac Chipilly (longueur : 1,5 km ; altitude : 411 m), dans Senneterre (ville). Ce lac est situé dans une petite vallée entre deux montagnes : celle du sud-est s'élève à 480 m et celle au nord-ouest 529 km.
À partir du lac Chipilly, la rivière Chipilly coule sur 38,1 km selon les segments suivants :
Cours supérieur de la rivière (segment de 26,2 km)
- 6,8 km vers le sud-ouest dans la zec Capitachouane en traversant les lacs Portlock, Pander et Tschudi (altitude de 384 m) que le courant traverse sur 0,6 km, jusqu'à son embouchure ;
- 5,4 km vers le sud-ouest, puis le sud-est en serpentant, jusqu'à la décharge du lac Bailleul (venant de l'ouest) ;
- 2,9 km vers le sud-est en recueillant la décharge du lac Bleeker (venant du nord), jusqu'à la décharge d'un lac Young (venant du nord-est) ;
- 2,6 km vers le sud en serpentant, jusqu'à la décharge des lacs Gris et Grevillers (venant du nord-est) ;
- 3,6 km vers le sud en serpentant et en entrant dans la réserve faunique La Vérendrye, jusqu'à la décharge du lac Pys (venant de l'ouest) ;
- 1,1 km vers le sud en serpentant, jusqu'à la décharge du lac Ophrys (venant de l'Est) ;
- 3,8 km vers le sud dans le canton de Foligny en serpentant, et en traversant le lac Warren (altitude : 351 m) sur 0,5 km, jusqu'à son embouchure ;

Cours inférieur de la rivière (segment de 11,9 km)
À partir de l’embouchure du lac Warren, la rivière Chipilly coule sur :
- 1,5 km vers le nord-ouest dans le canton de Foligny en traversant la limite Est du canton de Sagean, en traversant le lac des Taupins (altitude : 354 m), puis en serpentant jusqu'à la décharge (venant du nord) d’un ensemble de lacs dont Lenham, Séraphin, Épinoy, Cab ;
- 6,3 km (ou 2,8 km en ligne directe) vers le sud-ouest en serpentant jusqu'à la décharge (venant de l'ouest) d’un ensemble de lacs dont Cheni, Aubigny, Satrope, Jurande et Geline ;
- 1,1 km vers le sud en serpentant jusqu'à la décharge du lac Rémy (venant du sud-ouest) ;
- 3,0 km vers le sud-est où la rivière s’élargit sur le dernier segment de 1,8 km, jusqu’à la confluence de la rivière[2].

La rivière Chipilly se décharge dans le canton de Champrodon sur la rive nord-ouest de la rivière Capitachouane, dans le territoire non organisé de Réservoir-Dozois.
Cette confluence de la rivière Chipilly est située, à 9,3 km au nord-est de la confluence de la rivière Capitachouane, à 26,8 km au nord-est de la route 117, à 88,3 km au sud-est du centre-ville de Val-D’Or, à 87,3 km au sud-est du centre-ville de Senneterre (ville) et à 38,7 km au sud-est du lac Camachigama.

## Toponymie
Le toponyme « rivière Chipilly » évoque Chipilly qui est une commune française, située dans le département de la Somme, en région Hauts-de-France. En septembre 1916, durant la Première Guerre mondiale, la ligne de front se situe dans la commune et elle est tenue par le 91e régiment d'infanterie (France).
Le toponyme rivière Chipilly a été officialisé le 5 décembre 1968 à la Commission de toponymie du Québec.